# سمیه میرانی
سمیه میرانی (زادهٔ ۲۴ اردیبهشت ۱۳۶۳) ووشوکار اهل ایران بخش تالو است.
او از ۱۳۷۸ فعالیت ورزشی خود را در رشته ووشو آغاز کرد و از سال ۱۳۸۱ به تیم ملی ووشو ایران دعوت گردید. می‌رانی با مدرک تحصیلی کارشناسی ارشد تربیت بدنی مشغول به فعالیت است. او با کسب مدال های طلا در انتخابی تیم ملی طی بیش از ۱۰ دوره لقب قهرمان کسب کرده‌است. از دیگر افتخارات او می‌توان به مربی‌گری تیم ملی در مسابقات جهانی و آسیایی اشاره کرد.

## عنوان‌های بین‌المللی
- مقام هشتم فرم دائو شو مسابقات جهانی ماکائو ۲۰۰۳[۱۲]
- حضور در تیم اعزامی به مسابقات جهانی ویتنام ۲۰۰۳[۱۲]
- حضور در تیم اعزامی به مسابقات جهانی چین ۲۰۰۷[۱۲]
- مقام هفتم فرم جین شو آسیایی جهانی ماکائو ۲۰۰۸[۱۲]
- حضور در تیم اعزامی به مسابقات جهانی کانادا ۲۰۰۹[۱۲][۱۳][۱۴]

## عنوان‌های مربی‌گری تیم ملی
- مربی تیم ملی اعزامی به بازی‌های آسیایی مالزی ۲۰۰۶[نیازمند منبع]
- مربی تیم ملی اعزامی به بازی‌های جهانی اندونزی ۲۰۱۰[نیازمند منبع]
- مربی تیم ملی اعزامی به بازی‌های آسیایی جهانی سنگاپور ۲۰۱۰[۱۵]
- مربی تیم ملی اعزامی به بازی‌های آسیایی چین ۲۰۱۱[نیازمند منبع]
- مربی تیم ملی اعزامی به بازی‌های جهانی مالزی ۲۰۱۳[۱۶][۱۷][۱۸]
- مربی تیم ملی[نیازمند منبع] اعزامی به مسابقات کشورهای اسلامی ۱۳۹۲[۱۹]

## مسئولیت‌ها
- نائب رئیس بانوان هیئت ووشو شمال شرق تهران ۱۹۹۶[نیازمند منبع]
- رئیس کمیته مسابقات بانوان هیئت ووشو استان تهران ۱۳۹۸[نیازمند منبع]
- عضو کمیته استعدادیابی استان کرمانشاه ۱۳۸۶[نیازمند منبع]
- نائب رئیس بانوان سبک لی چوان در بخش تالو ۱۴۰۰ و 1401[نیازمند منبع]